# Телебачення без кордонів (директива)
Директи́ва про телеба́чення без кордо́нів — нормативно-правовий акт Європейської Унії в галузі авдіовізуального мовлення, ухвалена 1989 року й оновлена 1997-го. Визначала правила телемовлення в масштабах європейського єдиного ринку. Декілька разів до неї вносилися зміни, проте остаточно вона була замінена в 2010 році Директивою про авдіовізуальні медіапослуги (Директива 2010/13/ЄУ).
Директива вимагала від держав-членів, щоб їхнє національне законодавство гарантувало:
- вільний рух європейських телевізійних програм в межах єдиного ринку;
- щоб телевізійні канали, по можливості, надавали щонайменше половину свого ефірного часу програмам європейського виробництва
- захист культурного різноманіття
- широкий доступ публіки до важливих подій, який не повинен обмежуватись лише платними каналами (йдеться, головним чином, про міжнародні спортивні події — Олімпійські ігри, Кубок світу з футболу тощо)
- захист неповнолітніх від телепередач, що містять елементи насильства або порнографії
- право на відповідь несправедливо звинувачених у телеефірі

Директива також містила докладні правила щодо змісту й частости показу реклами на телебаченні.
Директи́ва про авдіовізуа́льні медіапослуги (Директива 2007/65/ЄС), також відома як Директива AVM, від 11 грудня 2007 року, яка набула чинности 19 грудня 2007 року, докорінно змінила Директиву 89/552/ЄЕС та значно розширила сферу її застосування. Директива про авдіовізуальні медіапослуги мала бути імплементована в національне законодавство державами-членами Європейського Союзу до 19 грудня 2009 року.